# Przebudzenie Lewiatana
Przebudzenie Lewiatana (tyt. oryg. Leviathan Wakes) – powieść z 2010 roku, autorstwa Daniela Abrahama i Ty Francka  piszących pod pseudonimem James S.A. Corey. Opisuje rodzący się konflikt pomiędzy Ziemią, Marsem oraz Pasem Asteroid (skolonizowanych przez ludzi zwanych potocznie pasiarzami). Pierwsza książka z serii Expanse, której wątki znajdują kontynuacje w książkach Wojna Kalibana  (Caliban’s War), Wrota Abbadona (Abaddon’s Gate), Gorączka Ciboli (Cibola Burn), Gry Nemezis, Prochy Babilonu, Wzlot Persepolis i Gniew Tiamat.
Przebudzenie Lewiatana została nominowana do Nagrody Hugo w roku 2012 oraz do Nagrody Locusa w 2012 za najlepszą powieść Science Fiction.
W 2015 r. został wyemitowany pierwszy sezon serialu The Expanse zrealizowanego na kanwie powieści Przebudzenie Lewiatana.
Daniel Abraham przyznał, że to on jest twórcą postaci Millera. Pierwsze szkice uniwersum tworzył jednak Ty Franck.

## Świat przedstawiony
Akcja powieści toczy się w przyszłości, w której ludzkość skolonizowała większość Układu Słonecznego. Ziemią rządzi ONZ, Mars stał się zaś potęgą militarną. Dwie planety od lat konkurują ze sobą i bezustannie są na skraju wojny. Materiały pozwalające na przeżycie pozyskują z Pasa Asteroid, który jest ich głównym punktem sporu. Mieszkańcy tego rejonu nazywani są Pasiarzami. Przez obniżone przyciąganie ich ciała są zdeformowane: zwykle są bardzo wysocy, ale ich mięśnie są na tyle słabe, że prawdopodobnie nie przeżyliby na Ziemi, przez istniejącą tam grawitację.

## Polskie wydanie
Pierwsze polskie wydanie zostało podzielone na dwa tomy:
- Przebudzenie Lewiatana tom I, Fabryka słów, 07-02-2013 – (ISBN 978-83-7574-728-7)
- Przebudzenie Lewiatana tom II, Fabryka słów, 14-06-2013 – (ISBN 978-83-7574-904-5)

Drugie wydanie pojawiło się w 2018 roku, nakładem Wydawnictwa Mag. Tym razem powieść nie została podzielona na tomy. Okładkę do powieści stworzył Piotr Cieśliński.

## Odbiór
Odbiór powieści był bardzo pozytywny. Sekwencje akcji książki zostały wyróżnione przez SF Signal i Tor.com. Napisali, że treść książki była satysfakcjonującym uzupełnianiem objętości. Locus Online również pochwalił tę pozycje. GeekDad z Wired.com pochwalił tę powieść za to, że nie zawiera zbyt skomplikowanych opisów sposobu działania rządów i korporacji oraz wymyślonych słów i tajemniczych nazw.
Polskie wydanie z 2013 roku było krytykowane za jakość tłumaczenia Patryka Sawickiego, brak korekty oraz podział na dwa tomy.